# Sammatti
Sammatti este o fostă comună din Finlanda.